# Kerstin Dunér
Kerstin Hildur Birgitta Dunér, folkbokförd som Wolgers född 22 oktober 1932 i Stockholm, är en svensk skådespelare och dansare.
Hon var gift med Beppe Wolgers fram till hans död 1986. De fick tillsammans barnen Mats, Benton och Camilla Wolgers.

## Filmografi
Enligt Svensk Filmdatabas:
- 1950 – Ung och kär
- 1952 – Kalle Karlsson från Jularbo
- 1953 – Vägen till Klockrike
- 1956 – 7 vackra flickor
- 1956 – Flickan i frack
- 1957 – Sjutton år
- 1958 – Bock i örtagård
- 1958 – Mannekäng i rött
- 1959 – Fridolfs farliga ålder
- 1972 – Beppes godnattstund (TV-serie) (röst)
- 1973 – Robin Hood (svensk röst)
- 1974 – Dunderklumpen!
- 1977 – Bernard och Bianca (svensk röst)

### Fotnoter
1. ↑  Ratsit, läst 3 april 2023
2. ↑  Linus Brännström (9 september 2021). ”Beppe Wolgers dotter berättar: ”Fint att han var min pappa””. Allas. https://www.allas.se/noje/35-ar-efter-beppe-wolgers-dod-dottern-berattar/7846260. Läst 3 februari 2025.
3. ↑  ”Kerstin Dunér”. Svensk Filmdatabas. http://www.sfi.se/sv/svensk-filmdatabas/Item/?type=PERSON&itemid=63965&ref=%2ftemplates%2fSwedishFilmSearchResult.aspx%3fid%3d1225%26epslanguage%3dsv%26searchword%3dKerstin+Dun%C3%A9r%26type%3dPerson%26match%3dBegin%26page%3d1%26prom%3dFalse. Läst 22 februari 2013.